# Cephalomanes boryanum
Cephalomanes boryanum là một loài thực vật có mạch trong họ Hymenophyllaceae. Loài này được (Kunze) Bosch miêu tả khoa học đầu tiên năm 1859.